# Liga Nacional Superior de Voleibol Masculino 2016
La Liga Nacional Superior de Voleibol del Perú (oficialmente Liga Nacional de Voleibol Masculino "Copa Movistar" por razones de patrocinio, es la mínima competición de este deporte en el Perú, siendo la edición 2016, la decimotercera en su historia.

## Equipos participantes
| Club                             | Ciudad | Entrenador        |
| -------------------------------- | ------ | ----------------- |
| DC Asociados de Tacna            | Tacna  | Raul Jaime        |
| Peerless (Campeón Defensor)      | Lima   | Edwin Jiménez     |
| Club de Regatas Lima             | Lima   | Francisco Hervás  |
| Unilever                         | Lima   | Alfredo Solís     |
| Universidad San Martín de Porres | Lima   | Juan Diego García |

## Ronda final
|  | Semifinales                                                 | Semifinales                                                 |                      |          | Final                                                   | Final                                                   |  |
|  | 16, 20 y 22 de noviembre, Coliseo Niño Héroe Manuel Bonilla | 16, 20 y 22 de noviembre, Coliseo Niño Héroe Manuel Bonilla |                      |          | 23 y 25 de noviembre, Coliseo Niño Héroe Manuel Bonilla | 23 y 25 de noviembre, Coliseo Niño Héroe Manuel Bonilla |  |
|  |                                                             |                                                             |                      |          |                                                         |                                                         |  |
|  |                                                             |                                                             |                      |          |                                                         |                                                         |  |
|  | Unilever                                                    | 2                                                           |                      |          |                                                         |                                                         |  |
|  | Unilever                                                    | 2                                                           |                      |          |                                                         |                                                         |  |
|  | Peerless                                                    | 1                                                           |                      |          |                                                         |                                                         |  |
|  | Peerless                                                    | 1                                                           |                      | Unilever | 2                                                       |                                                         |  |
|  |                                                             |                                                             |                      | Unilever | 2                                                       |                                                         |  |
|  |                                                             |                                                             | Club de Regatas Lima | 0        |                                                         |                                                         |  |
|  | Club de Regatas Lima                                        | 2                                                           | Club de Regatas Lima | 0        |                                                         |                                                         |  |
|  | Club de Regatas Lima                                        | 2                                                           |                      |          |                                                         |                                                         |  |
|  | Universidad San Martín de Porres                            | 0                                                           |                      |          | 3er Puesto                                              | 3er Puesto                                              |  |
|  | Universidad San Martín de Porres                            | 0                                                           |                      |          | 3er Puesto                                              | 3er Puesto                                              |  |
|  |                                                             |                                                             |                      |          |                                                         |                                                         |  |
|  |                                                             |                                                             |                      |          | Peerless                                                | 2                                                       |  |
|  |                                                             |                                                             |                      |          | Peerless                                                | 2                                                       |  |
|  |                                                             |                                                             |                      |          | Universidad San Martín de Porres                        | 0                                                       |  |
|  |                                                             |                                                             |                      |          | Universidad San Martín de Porres                        | 0                                                       |  |
|  |                                                             |                                                             |                      |          |                                                         |                                                         |  |

### 1.ª Semifinal
| Fecha | Partido   | Partido  | Partido | Partido  | Resultado | S1    | S2    | S3    | S4    | S5 | Total |
| ----- | --------- | -------- | ------- | -------- | --------- | ----- | ----- | ----- | ----- | -- | ----- |
| 16.11 | IDA       | Peerless | -       | Unilever | 3-0       | 25-21 | 25-23 | 25-23 | -     | -  | 75-67 |
| 20.11 | VUELTA    | Unilever | -       | Peerless | 3-0       | 25-21 | 25-20 | 25-17 | -     | -  | 75-58 |
| 22.11 | EXTRAGAME | Peerless | -       | Unilever | 1-3       | 25-16 | 19-25 | 18-25 | 17-25 | -  | 79-91 |

### 2.ª Semifinal
| Fecha | Partido | Partido                          | Partido | Partido                          | Resultado | S1    | S2    | S3    | S4    | S5    | Total   |
| ----- | ------- | -------------------------------- | ------- | -------------------------------- | --------- | ----- | ----- | ----- | ----- | ----- | ------- |
| 16.11 | IDA     | Universidad San Martín de Porres | -       | Club de Regatas Lima             | 2-3       | 25-17 | 28-30 | 17-25 | 25-21 | 9-15  | 104-108 |
| 20.11 | VUELTA  | Club de Regatas Lima             | -       | Universidad San Martín de Porres | 3-2       | 22-25 | 25-22 | 25-21 | 15-25 | 15-10 | 102-103 |

### Tercer lugar
| Fecha | Partido | Partido                          | Partido | Partido                          | Resultado | S1    | S2    | S3    | S4    | S5    | Total   |
| ----- | ------- | -------------------------------- | ------- | -------------------------------- | --------- | ----- | ----- | ----- | ----- | ----- | ------- |
| 23.11 | IDA     | Universidad San Martín de Porres | -       | Peerless                         | 2-3       | 23-25 | 25-19 | 26-24 | 16-25 | 17-19 | 107-112 |
| 25.11 | VUELTA  | Peerless                         | -       | Universidad San Martín de Porres | 3-0       | 25-13 | 25-19 | 25-19 | -     | -     | 75-51   |

### Final
| Fecha | Partido | Partido              | Partido | Partido              | Resultado | S1    | S2    | S3    | S4 | S5 | Total |  |
| ----- | ------- | -------------------- | ------- | -------------------- | --------- | ----- | ----- | ----- | -- | -- | ----- |  |
| 23.11 | IDA     | Unilever             | -       | Club de Regatas Lima | 3-0       | 25-22 | 25-20 | 25-19 | -  | -  | 75-61 |  |
| 25.11 | VUELTA  | Club de Regatas Lima | -       | Unilever             | 0-3       | 18-25 | 15-25 | 20-25 | -  | -  | 61-75 |  |

## Posición Final
|  | Representa al Perú en el Sudamericano de Clubes 2017 |

| Pos.              | Equipo                           |
| ----------------- | -------------------------------- |
| Medalla de oro    | Unilever                         |
| Medalla de plata  | Club de Regatas Lima             |
| Medalla de bronce | Peerless                         |
| 4                 | Universidad San Martín de Porres |
| 5                 | DC Asociados de Tacna            |

| Campeón de la Liga Peruana |
| -------------------------- |
| Unilever 1º título         |

## Equipo Estrella
- Jugador Más Valioso (MVP)
  -  Francis Mendoza -  Unilever
- Mejor Armador
  -  Julián Vinasco -  Club de Regatas Lima
- Mejor Central
  -  Gregory Faulkner -  Club de Regatas Lima
- 2º Mejor Central
  -  Eduardo Romay -  Club de Regatas Lima
- Mejor Punta
  -  Luis Soto -  Unilever
- 2º Mejor Punta
  -  Jhoser Contreras -   Peerless
- Mejor Libero
  -  Martín Flores -  Unilever
- Mejor Opuesto
  -  Francis Mendoza -  Unilever